# سام غالاغير
سام غالاغير (بالإنجليزية: Sam Gallagher)‏ (5 مايو 1991 في أستراليا - ) هو لاعب كرة قدم أسترالي في مركز الدفاع. شارك مع منتخب أستراليا تحت 20 سنة لكرة القدم. أما مع النوادي، فقد لعب مع سنترال كوست مارينرز ونادي ملبورن فيكتوري ونادي هانوي لكرة القدم ونيوكاسل يونايتد جتس وIF Birkebeineren ‏ وManly United FC ‏ وGreater Dandenong FC ‏.

## وصلات خارجية
- سام غالاغير على موقع الاتحاد الدولي (مؤرشف)  (الإنجليزية)
- سام غالاغير على موقع قاعدة بيانات كرة القدم.إي يو (الإنجليزية)
- سام غالاغير على موقع Soccerway.com (الإنجليزية)